# Université Ashford
Pour les articles homonymes, voir Ashford (homonymie).
L'université Ashford (en anglais : Ashford University) est une université américaine située à Clinton dans l'Iowa.